# Wohnhaus Polschebockstraße 1 (Calvörde)
Das Wohnhaus Polschebockstraße 1 in Calvörde  steht unter Denkmalschutz.

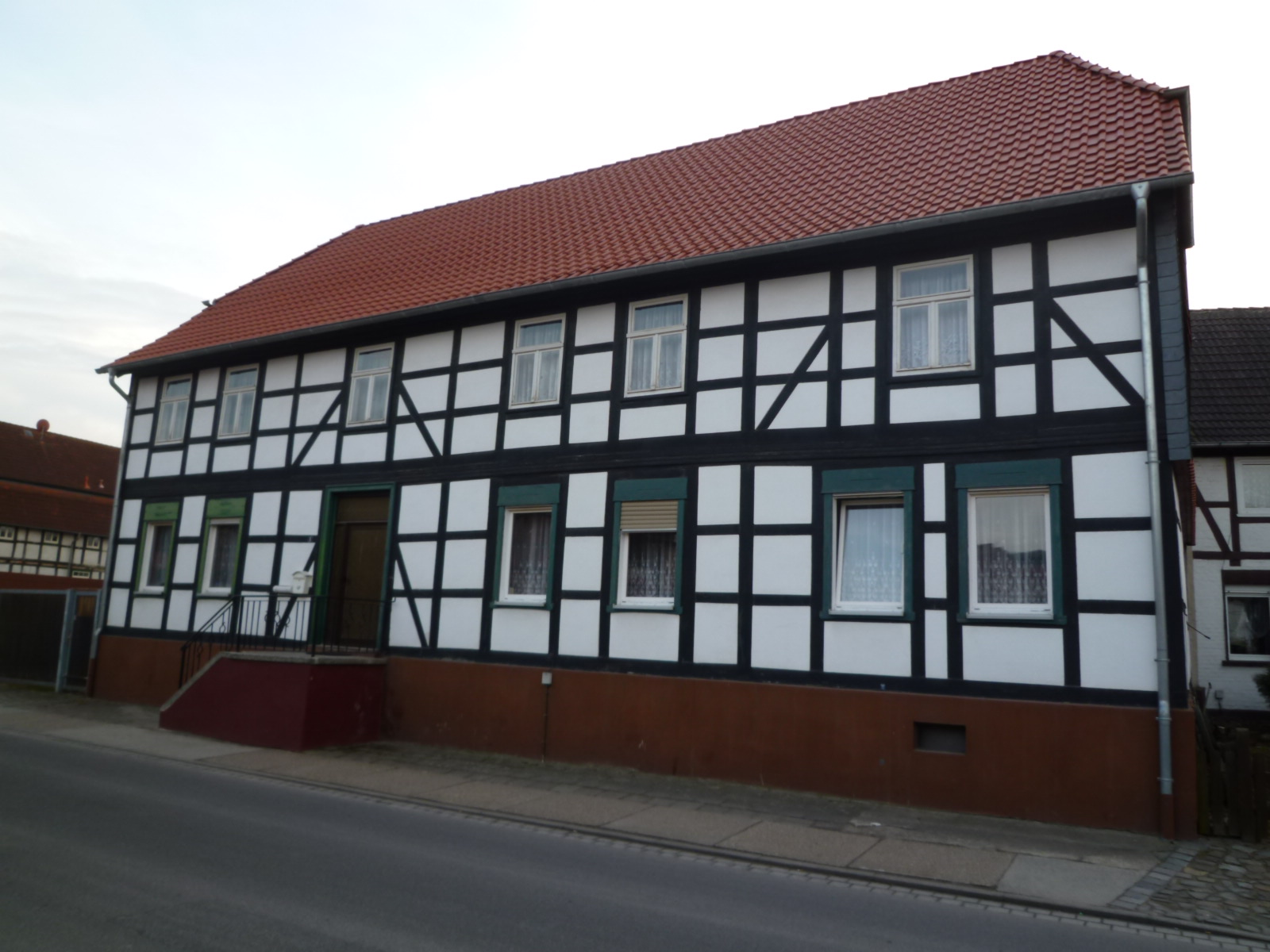
Wohnhaus 2011

## Lage und Beschreibung
Das regionaltypische, freistehende, zweigeschossige Fachwerkwohnhaus befindet sich in der Polschebockstraße, die einst die Stadt vom Hünerdorf trennte. Es ist um das Jahr 1800 entstanden und steht neben dem ehemaligen Calvörder Eiskeller. Das Gebäude besitzt ein Knüppelwalmdach. Eine der Giebelseiten ist noch mit Krempziegeln verkleidet. Das Bauwerk prägt das Straßenbild.